# Limnopilos naiyanetri
Limnopilos naiyanetri (in der Aquaristik auch Mikrokrabbe oder Microkrabbe genannt) ist eine in Thailand beheimatete und – zumindest im Erwachsenenstadium – in Süßwasser lebende, aquatische Krabbenart der Gattung Limnopilos aus der Familie der Falschen Spinnenkrabben (Hymenosomatidae). Die Spezies wurde 1991 erstmals beschrieben und ist nach dem thailändischen Karzinologen Phaibul Naiyanetr benannt. Sie ist der erste beschriebene und bekannteste Vertreter der Gattung Limnopilos.
Die Spezies ist möglicherweise die kleinste Süßwasserkrabbenart.

## Etymologie
Christina Chuang und Peter Ng benannten die Art zu Ehren von Professor Phaibul Naiyanetr von der
Abteilung für Biologie der Chulalongkorn-Universität (Bangkok, Thailand), der viele Beiträge zur thailändischen Karzinologie leistete. Zudem half Naiyanetr dem zweiten Autor bei vielen Gelegenheiten und stellte den zoologischen Autoren die zur Erstbeschreibung nötigen Exemplare zur Verfügung. Der Gattungsname Limnopilos ist eine willkürliche Kombination mit einem vagen Hinweis darauf, dass die Tiere dieser Gattung im Süßwasser leben und behaart sind.

## Merkmale

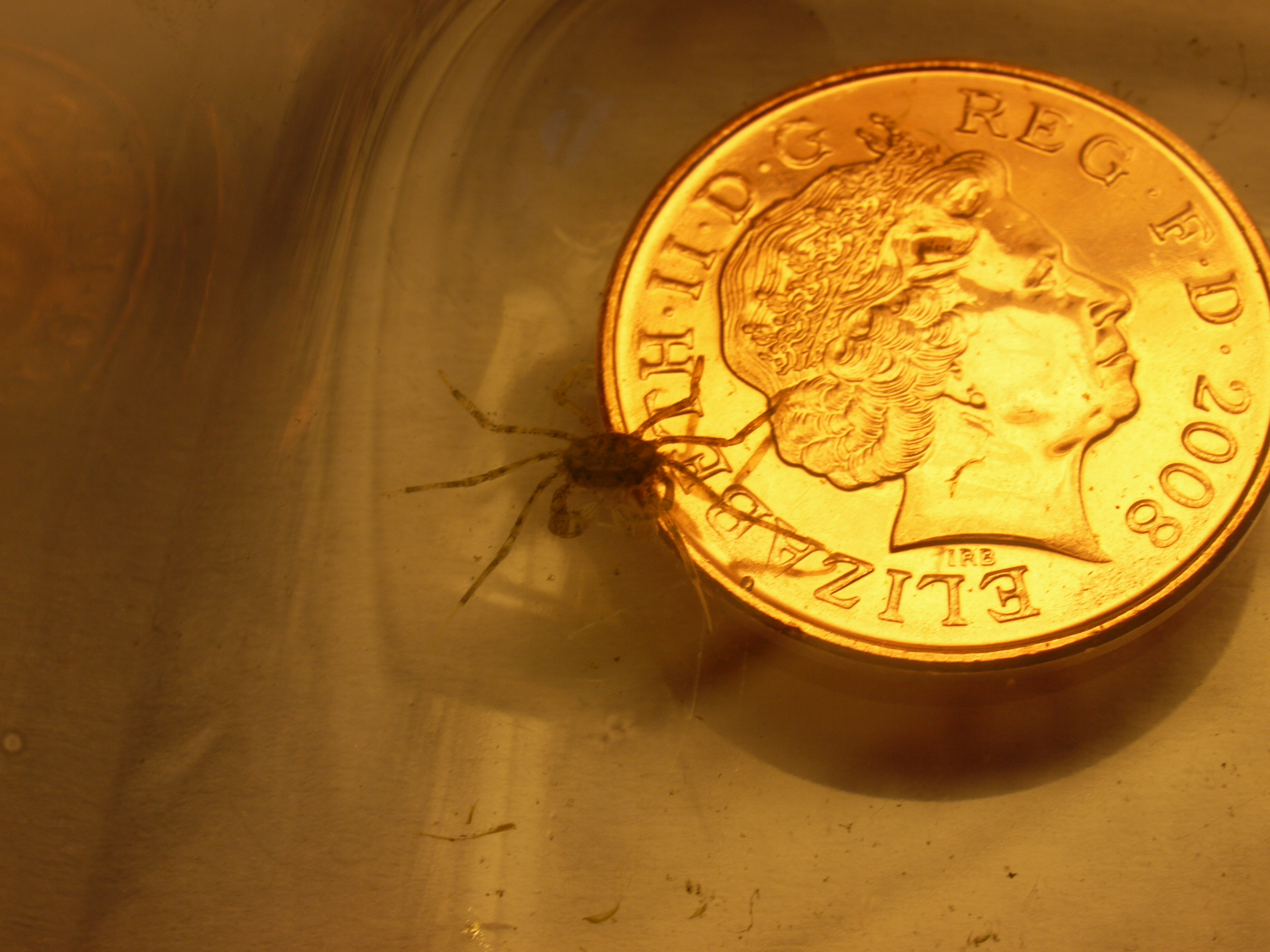
L. naiyanetri neben einer Pfund-Münze (⌀ 22,5 mm)

Der Carapax (Rückenpanzer) der Krabbe ist flach und wird bei ausgewachsenen Tieren etwa 1 cm breit. Die Beine sind im Verhältnis zum Körper sehr lang und dünn. Die Scheren dagegen sind klein. Erwachsene Tiere erreichen eine Beinspannweite von ca. 3 cm. Der gesamte Körper und besonders die Scheren sind mit feinen Haaren bedeckt. Die Farbe der Spezies variiert zwischen Grau und Beige.

## Verbreitung und Lebensraum
Die Krabbenart ist bisher nur im Mae Nam Tha Chin in Thailand nachgewiesen. Die Adulti leben dort ausschließlich in Süßwasser in Bereichen, in denen der Fluss langsam fließt.
Die International Union for Conservation of Nature (IUCN) hat die Spezies bisher nicht kategorisiert; die bisher bekannten Lebensräume der Krabbe sind jedoch durch Umweltverschmutzung gefährdet.

## Lebensweise
Die Tiere sind hauptsächlich nachtaktiv und bewohnen Wurzeln von Schwimmpflanzen (z. B. Wasserhyazinthen) oder feinblättrige Wasserpflanzen. Sie sind Allesfresser und leben rein aquatisch. In der Wasserströmung des Flusses fangen die Tiere Mikroorganismen und Detritus und entnehmen für sich die darin verwertbaren Partikel. Die Haare an den Scheren dienen vermutlich diesem Zweck. Auch Algen und kleine Schnecken werden von den Krabben gefressen. Sie sind sozial, also nicht territorial und daher auch nicht aggressiv, weswegen sie sich sehr friedlich untereinander verhalten. Jedoch sind die Tiere räuberisch und können den eigenen Nachwuchs fressen. Die Spezies gehört möglicherweise zu den wenigen Krabbenarten, die ihren gesamten Lebenszyklus in Süßwasser verbringen; ob jedoch die Larven Salz- oder Brackwasser zum Überleben brauchen, ist nicht vollständig erforscht.

## Haltung im Aquarium
L. naiyanetri ist in der Aquaristik seit 2008 zu finden. Wegen ihrer verhältnismäßig kleinen Größe und ihrer friedlichen Natur vertragen sie sich mit anderen Tieren, z. B. Zwerggarnelen, mit denen sie auch ähnliche Haltungsbedürfnisse haben. Eine Zucht in Gefangenschaft ist bisher noch nie gelungen. Von Weibchen freigesetzte Larven blieben bislang nicht lange im Aquarium am Leben, sie überdauerten keine drei Wochen.